# 百度量子计算研究所
百度量子计算研究所是百度公司百度研究院旗下的研究所，成立于2018年3月8日，现任所长是段润尧，该所主要从事量子计算软件、硬件和信息技术应用业务的研究工作。

## 研究团队
百度量子计算研究所的所长由段润尧担任，段润尧本科和博士均毕业于清华大学计算机系，曾任悉尼科技大学量子软件和信息中心创办主任，该研究院另聘有牛津大学数学系量子物理学教授Artur Konrad Ekert担任百度研究院顾问委员会委员。该所核心团队成员中，有80%以上拥有博士学历，分别来自剑桥大学、香港大学、清华大学、北京大学等高校。

## 研究领域
量子算法、量子人工智能、量子体系架构、量子纠错、超导量子计算、量子芯片设计等。

## 产品
- 量脉：基于云服务的量子控制平台[3]、量子脉冲控制系统[4]，发布于2019年7月3日[5]。
- 量桨：量子机器学习开发工具、量子机器学习的深度学习平台，发布于2020年5月20日[6]。
- 量易伏（QUANTUM LEAF）：开源开放的量子计算平台，发布于2020年9月15日[7]。
- 百度量子平台2.0：可提供从应用到量子处理器一站式服务的量子计算云平台，发布于2021年12月28日[4]。
- 乾始超导量子计算机：集量子硬件、量子软件平台、量子应用于一体的产业级超导量子计算机[8]，用户可在手机、平板电脑、台式机等多终端设备上访问乾始超导量子计算机[9]，发布于2022年8月25日[8]。
- 量羲：全平台量子计算软硬一体化方案[10]，可提供私有化部署、云服务、硬件接入等一系列服务[11]，推出于2022年8月25日[9]。